# Rautatientori (stație de metrou)

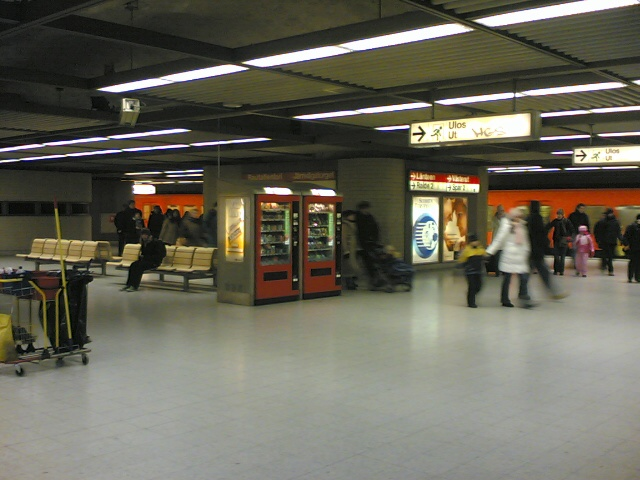
Staţia Rautatientori

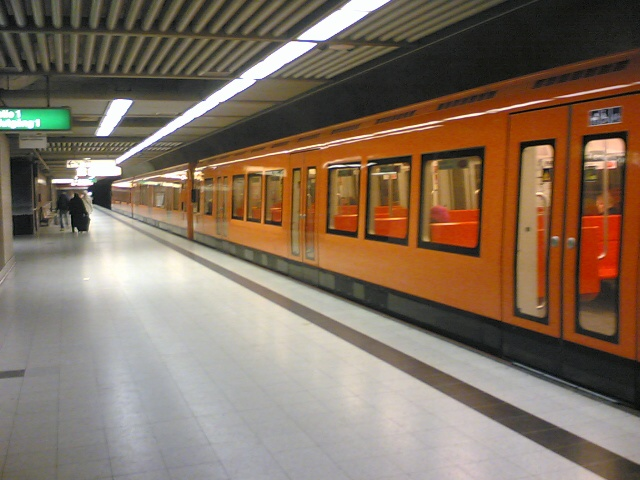

Rautatientori ("Gara Centrală", Järnvägstorget în suedeză) este cea mai utilizată stație al metroului din Helsinki. Este conectată cu Gara Centrală din Helsinki printr-un tunel. Este singura stație ai cărui nume este anuțat în limba engleză (celelalte stații fiind anunțate doar în finlandeză și suedeză).
Stația, care este 27 m sub pământ, a fost deschisă pe 1 iulie 1982 și a fost planificată de Rolf Björkstam, Erkki Heino și Eero Kostiainen. Este situată la 0,487 km de stația Kamppi și la 0,597 km de stația Kaisaniemi. 